# Serjania coradinii
Serjania coradinii är en kinesträdsväxtart som beskrevs av M.S. Ferrucci & G. Vieira Somner. Serjania coradinii ingår i släktet Serjania och familjen kinesträdsväxter. Inga underarter finns listade i Catalogue of Life.